# IPad Air (4e génération)
L’iPad Air de quatrième génération ou iPad Air 4 est une tablette conçue, développée et commercialisée par l'entreprise multinationale américaine Apple. Il est annoncé le 15 septembre 2020, en même temps que l'iPad de 8e génération. L'appareil a un nouveau design et est doté d'une puce Apple A14 Bionic ainsi que d'un écran Retina Display de 10,9 pouces légèrement plus grand. Il prend en charge l'Apple Pencil de deuxième génération et le Bluetooth 5.0. Il s'agit du premier iPad non-Pro à posséder un écran Liquid Retina et un port USB-C.

## Conception
L’iPad Air 4 a le même design que l’iPad Pro mais est d’une taille légèrement réduite et comporte moins de fonctionnalités que ce dernier (surtout l’appareil photo).

## Logiciel
Il est doté d’iPadOS 14 et il peut supporter iPadOS 15 et iPadOS 16

## Fin de vie
L’iPad Air 4 est remplacé par l’iPad Air 5 le 8 mars 2022[réf. nécessaire]